# Jennifer Doudna
Jennifer Anne Doudna (sinh ngày 19 tháng 2 năm 1964) là một nhà hóa sinh người Mỹ được biết đến với công trình tiên phong trong lĩnh vực chỉnh sửa gen CRISPR. Doudna là Giáo sư, Chủ tịch Li Ka Shing Chancellor tại Khoa Hóa học và Khoa Sinh học Phân tử và Tế bào tại Đại học California, Berkeley.
Doudna lớn lên ở Hilo, Hawaii, tốt nghiệp trường Cao đẳng Pomona năm 1985 và lấy bằng Tiến sĩ Khoa học từ Trường Y Harvard vào năm 1989. Cô là điều tra viên của Viện Y tế Howard Hughes (HHMI) từ năm 1997, và từ năm 2018 cô giữ chức vụ điều tra viên cấp cao tại Viện Gladstone cũng như giáo sư tại Đại học California, San Francisco.
Doudna là một nhân vật hàng đầu trong lĩnh vực được gọi là "cuộc cách mạng CRISPR" do công việc cơ bản của cô ấy và lãnh đạo trong việc phát triển chỉnh sửa bộ gen qua trung gian CRISPR. Năm 2012 Doudna cùng Emmanuelle Charpentier là những người đầu tiên đề xuất rằng CRISPR-Cas9 (enzym từ vi khuẩn kiểm soát khả năng miễn dịch của vi sinh vật) có thể được sử dụng để chỉnh sửa lập trình được cho bộ gen , điều hiện được coi là một trong những khám phá quan trọng nhất trong lịch sử sinh học.
Doudna đã có những đóng góp cơ bản trong hóa sinh và di truyền học, đồng thời nhận được nhiều giải thưởng và học bổng danh giá bao gồm Giải thưởng Alan T. Waterman năm 2000 cho nghiên cứu của cô về cấu trúc được xác định bằng phương pháp tinh thể học tia X của một ribozyme,
và Giải thưởng đột phá năm 2015 trong Khoa học Đời sống cho công nghệ chỉnh sửa bộ gen CRISPR-Cas9 (cùng với Charpentier). Cô cũng là người đồng nhận Giải Gruber về Di truyền học (2015), Giải quốc tế Quỹ Gairdner (2016) , và giải Nhật Bản (2017).
Bên ngoài cộng đồng khoa học, cô đã được vinh danh là một trong 100 người có ảnh hưởng nhất của tạp chí Time vào năm 2015 (cùng với Charpentier) , và cô cũng được xếp hạng Á quân (thứ 5) cho Nhân vật của năm của tạp chí Time vào năm 2016 cùng với các nhà nghiên cứu CRISPR khác .
Năm 2020 J. Doudna cùng với Emmanuelle Charpentier được trao Giải Nobel Hóa học về Chỉnh sửa di truyền: một công cụ để viết lại mã sự sống".